# 邯郸新华广播电台
邯郸新华广播电台是中國共產黨晉冀魯豫中央局建立的广播电台。1946年初开始筹建，台址位於現今中華人民共和國河北省涉县沙河村。1946年9月1日开始播音，呼号XGHT。台长常振玉。該廣播電台成立時有两部广播发射机。1947年3月，该台接替陕北新华广播电台的播音任务，負責對外傳播中共中央的聲音。1948年冬天，邯郸新华广播电台停止自办节目，改为转播陕北新华广播电台的節目，而且大部分人员北上平山县到达华北人民日报所在地李庄村。少数技术人员留下繼續转播工作，至1949年3月下旬，該廣播電台结束運營。